# Lukkeloven
Lukkeloven eller Lov om detailsalg fra butikker mv. er en dansk lov, der fastsætter regler for åbningstiderne i butikkerne. Loven er senest ændret med virkning fra den 1. oktober 2012, hvilket indebærer, at butikker som hovedregel kan holde åbent hele døgnet alle årets dage. Undtaget er helligdage, Grundlovsdag, juleaftensdag og efter kl. 15 på nytårsaftensdag, hvor butikkerne skal holde lukket. Butikker, der hovedsageligt sælger dagligvarer og har en omsætning under 38,1 mio. kr. (2022) kan altid holde åbent. Salg af varer som for eksempel brændstof, motorkøretøjer, planter, og husdyr må foregå hele året. Det samme gælder for varer i visse særlige butikker i for eksempel forlystelsesparker, ved motorvejene og i lufthavne.
Såfremt intentionerne bliver fulgt, betyder lovændringen den 1. oktober 2012,  at især dagligvarebutikkerne holder yderligere åbent om søndagen. Cirka halvdelen af detailhandlen, herunder bl.a. sko- og tøjbutikkerne, ønsker imidlertid ikke at holde åbent om søndagen bl.a. som følge af overenskomstregler og den økonomiske krise.

## Den gældende lukkelov

### Hovedregel
Butikker kan som hovedregel holde åbent hele døgnet alle årets dage. De skal dog holde lukket på helligdage, grundlovsdag og juleaftensdag og efter kl. 15 på nytårsaftensdag.

### Dagligvarebutikker
Butikker, der hovedsageligt sælger dagligvarer og som har en omsætning under 38,1 mio. kr. (2022), kan altid holde åbent.
Salg af varer som for eksempel brændstof, motorkøretøjer, planter og husdyr må finde sted hele året. Det samme gælder for varer i visse særlige butikker i for eksempel forlystelsesparker, ved motorvejene og i lufthavnene.

### Nye åbningstider
Lovændringen den 1. oktober 2012 betød ændrede åbningstider hos en række butikker.

#### Dagligvarebutikker
Især supermarkedskæderne annoncerede forud for den 1. oktober 2012 udvidede åbningstider som følge af lovændringen. Fx ændrede Netto åbningstiderne til 8-22 alle dage. Hidtil havde Netto haft åbent på hverdage kl. 9-20, på lørdage kl. 8-17 og enkelte søndage kl. 10-17. Åbningstiderne udvidedes dog allerede i foråret 2012, hvor nogle Netto-butikker på hverdage holdt åbent kl. 8-22.

#### Andre butikker
Ifølge en undersøgelse forud for den 1. oktober 2012 ville halvdelen af detailhandlen holde lukket, selv om det blev muligt at holde åbent om søndagene. Ifølge vurderinger fra branchekilder var dette primært begrundet i den økonomiske krise og overenskomstregler, der gør det dyrt at have medarbejdere på arbejde om søndagen.

#### Flere deltidsansatte
I februar 2014 kom det frem, at de lange åbningstider havde betydet, at supermarkederne hyrede langt flere deltidsansatte, og at det gik ud over de uddannede salgsassistenter. Fra 2003 til 2012 var over 13.200 fuldtidsjob på butiksområdet forsvundet, mens der var skabt 34.700 flere job på deltid.

## Tidligere lukkelove

### Indtil den 1. oktober 2012

#### Hovedreglen
Hovedreglen til og med den 1. oktober 2012 var, at alle butikker skulle holde lukket fra lørdag aften kl. 20 til mandag morgen kl. 6 og på helligdage, Grundlovsdag, juleaftensdag og efter kl. 15 på nytårsaftensdag. Butikkerne kunne holde åbent på alle andre tidspunkter uden tidsbegrænsning.

#### Søndage
Alle butikker kunne holde åbent den første og den sidste søndag i hver måned, alle søndage i december og fire løse søndage om året. Søndagene kunne ikke placeres på helligdage, grundlovsdag, juleaftensdag eller efter kl. 15 nytårsaftensdag. På søndagene kunne der holdes åbent fra kl. 10 til kl. 17 – dog fra kl. 10 til kl. 20 den sidste søndag før juleaftensdag. Hvis en søndag faldt på en helligdag, grundlovsdag eller juleaftensdag, faldt den dog helt bort.

#### Mindre butikker
Mindre butikker, der hovedsageligt solgte dagligvarer og som havde en omsætning under 31,4 mio. kr. (2011), var undtaget lukketidsreglerne og kunne holde åbent hele døgnet alle ugens dage året rundt. Disse undtagelser gjaldt også visse særlige butikker i for eksempel forlystelsesparker, ved motorvejene og i lufthavne.
Herudover var der undtagelser for salg af blandt andet brændstof, planter, husdyr, brød og aviser.